# Darrel Knibbs
Darrel Duane Knibbs (Medicine Hat, 21 settembre 1949) è un ex hockeista su ghiaccio canadese.
Nel corso della carriera militò nella World Hockey Association.

## Carriera
Knibbs giocò a livello giovanile per due stagioni nella Alberta Junior Hockey League con i Lethbridge Sugar Kings stabilendo una serie di record per reti e punti segnati, arrivando rispettivamente a quota 55 marcature e 98 punti nella stagione 1968-69. Al termine di quella stagione venne scelto durante l'NHL Amateur Draft in ottantaquattresima posizione assoluta dai Montreal Canadiens.
Nelle sue prime tre stagioni da professionista militò nella International Hockey League con i Muskegon Mohawks, squadra con cui giunse fino alla finale di Turner Cup nel 1972. Nella stagione 1970-1971 Knibbs conquistò il Leo P. Lamoureux Memorial Trophy, premio assegnato al miglior marcatore della lega grazie ai suoi 93 punti in 68 partite giocate.
Senza possibilità di avanzare nell'organizzazione dei Canadiens nel 1972 passò alla lega rivale della NHL, la World Hockey Association, firmando un contratto con i Chicago Cougars. La sua esperienza durò solo una stagione, con 11 punti in 41 apparizioni.
Nella stagione successiva si divise nuovamente fra la IHL con i Mohawks e la Southern Hockey League con i Suncoast Suns, squadra che si sciolse a stagione in corso. Knibbs si trasferì in Austria per giocare la stagione 1974-75 a Salisburgo; conclusa la breve esperienza fece ritorno in patria concludendo la propria carriera da giocatore a soli 26 anni.

## Palmarès

### Individuale
- Leo P. Lamoureux Memorial Trophy: 1

1970-1971 (93 punti)
- IHL First All-Star Team: 1

1970-1971